# Ivanivske
Pour les articles homonymes, voir Ivanivske (homonymie).
Ivanivske (en ukrainien : Іванівське) est un village du raïon de Bakhmout dans l'oblast de Donetsk en Ukraine.

## Patrimoine

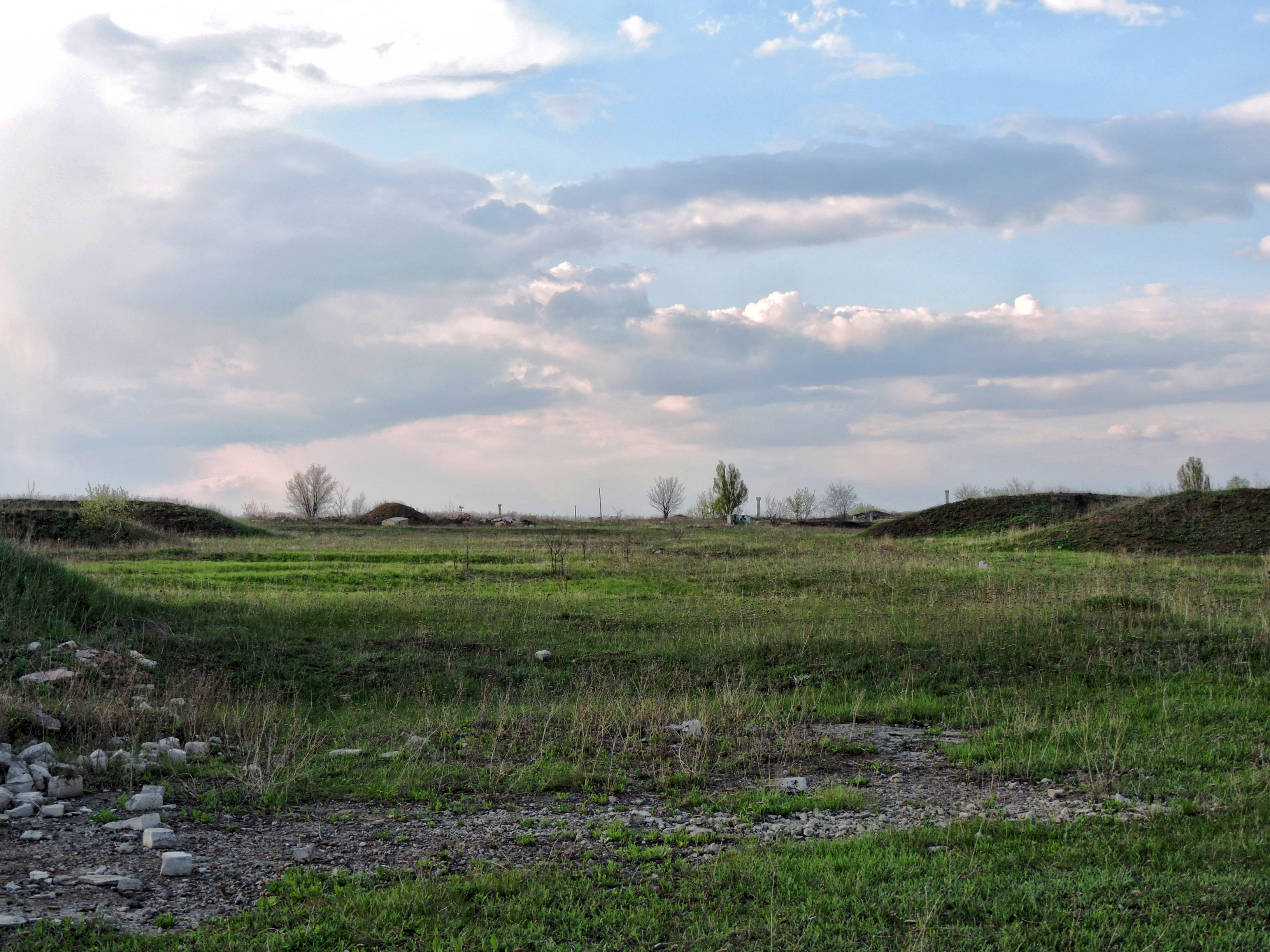
Kourgane, patrimoine classé n°14-209-0420
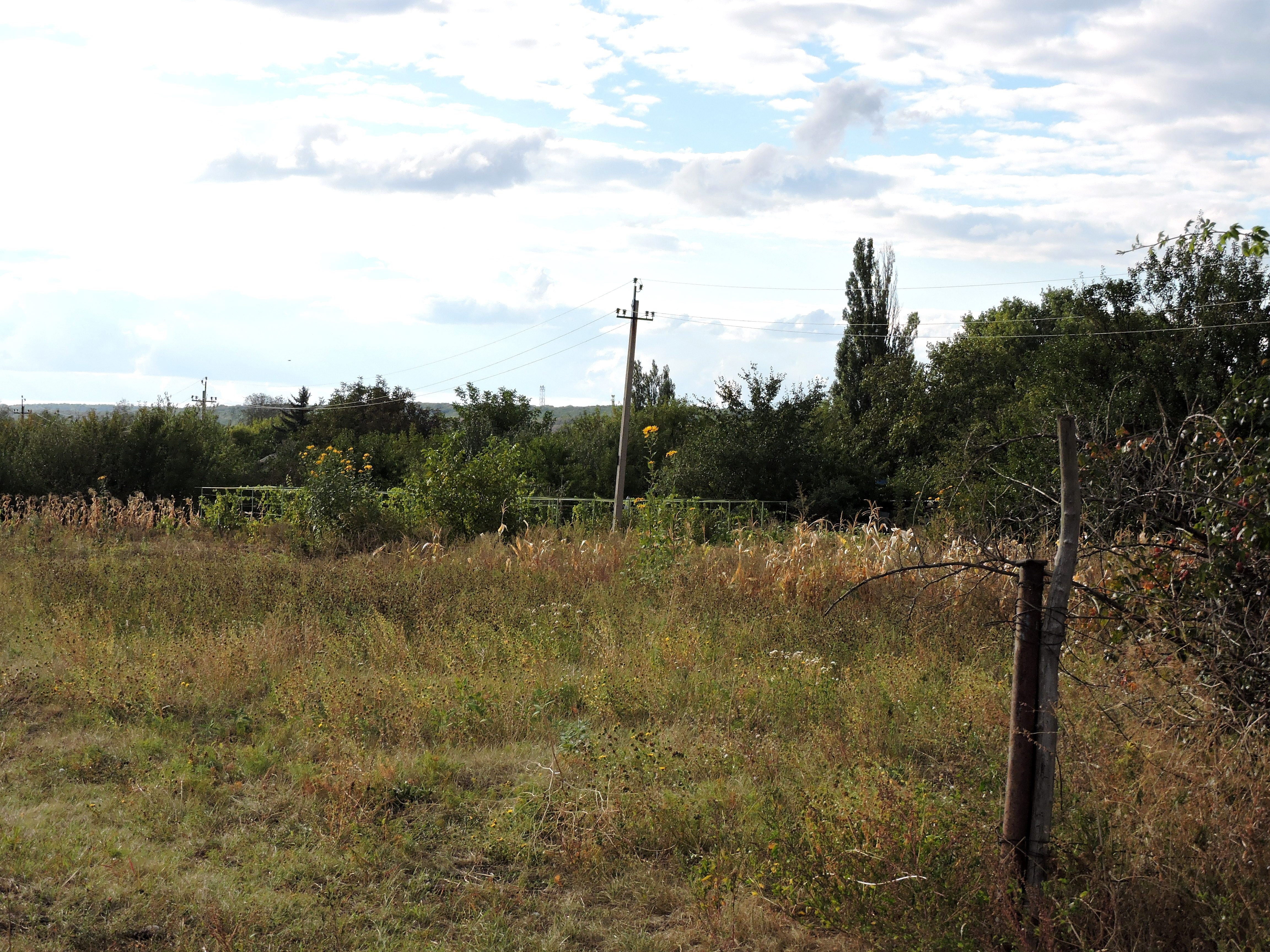
et patrimoine classé n°14-209-0421[3].
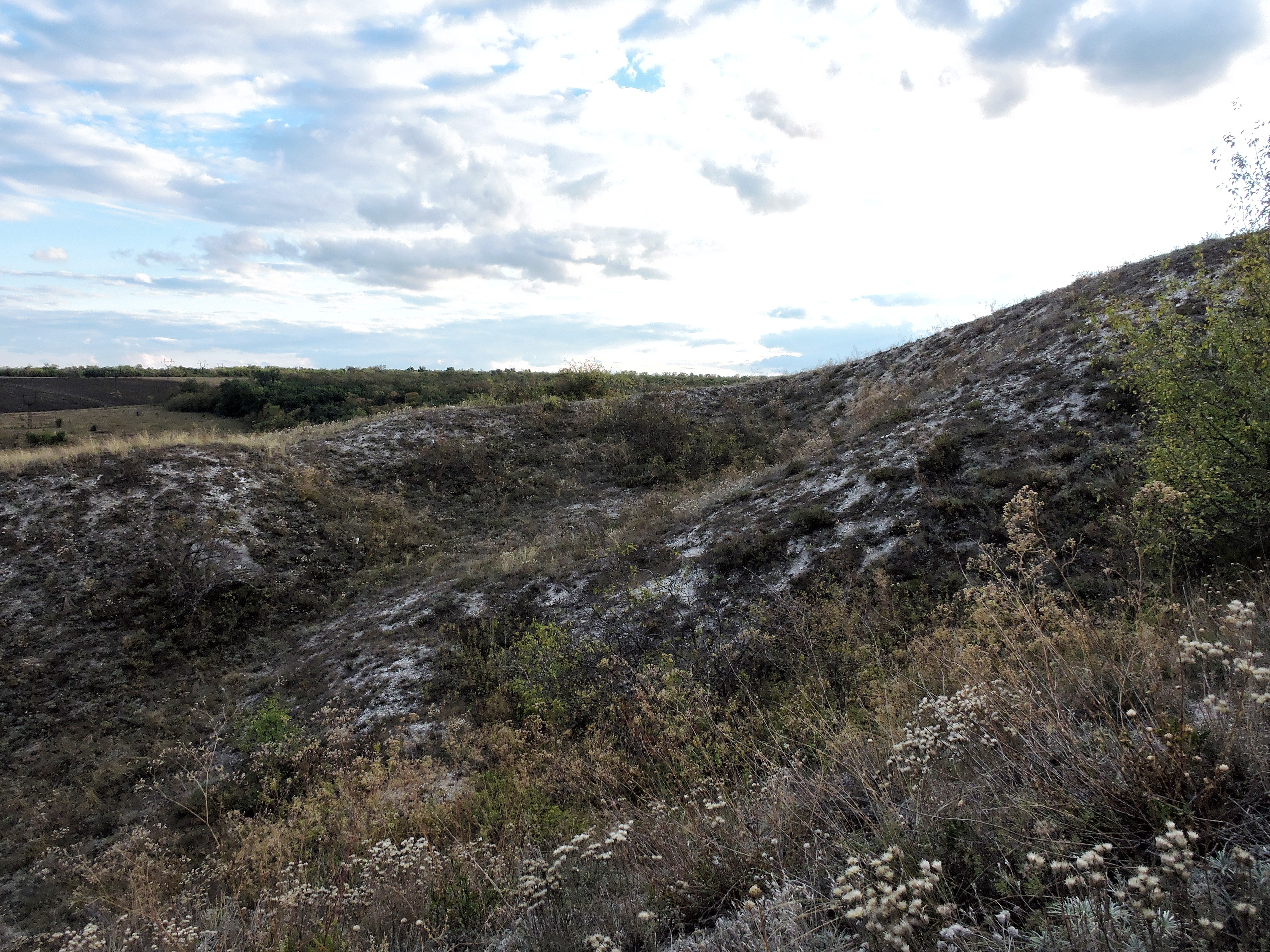
Ancienne mine, patrimoine classé n°14-209-0403[4].
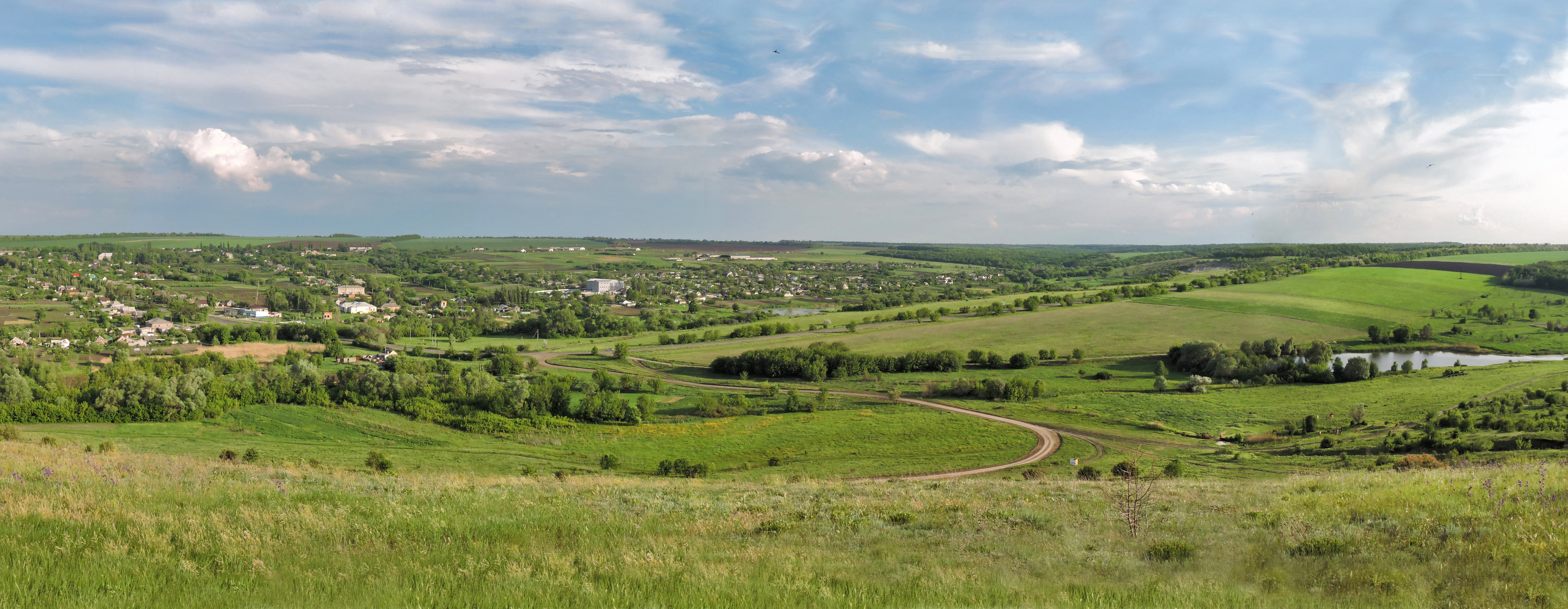
Ancien habitat, patrimoine classé n°14-209-0424[5].